# 네그로강 (우루과이)

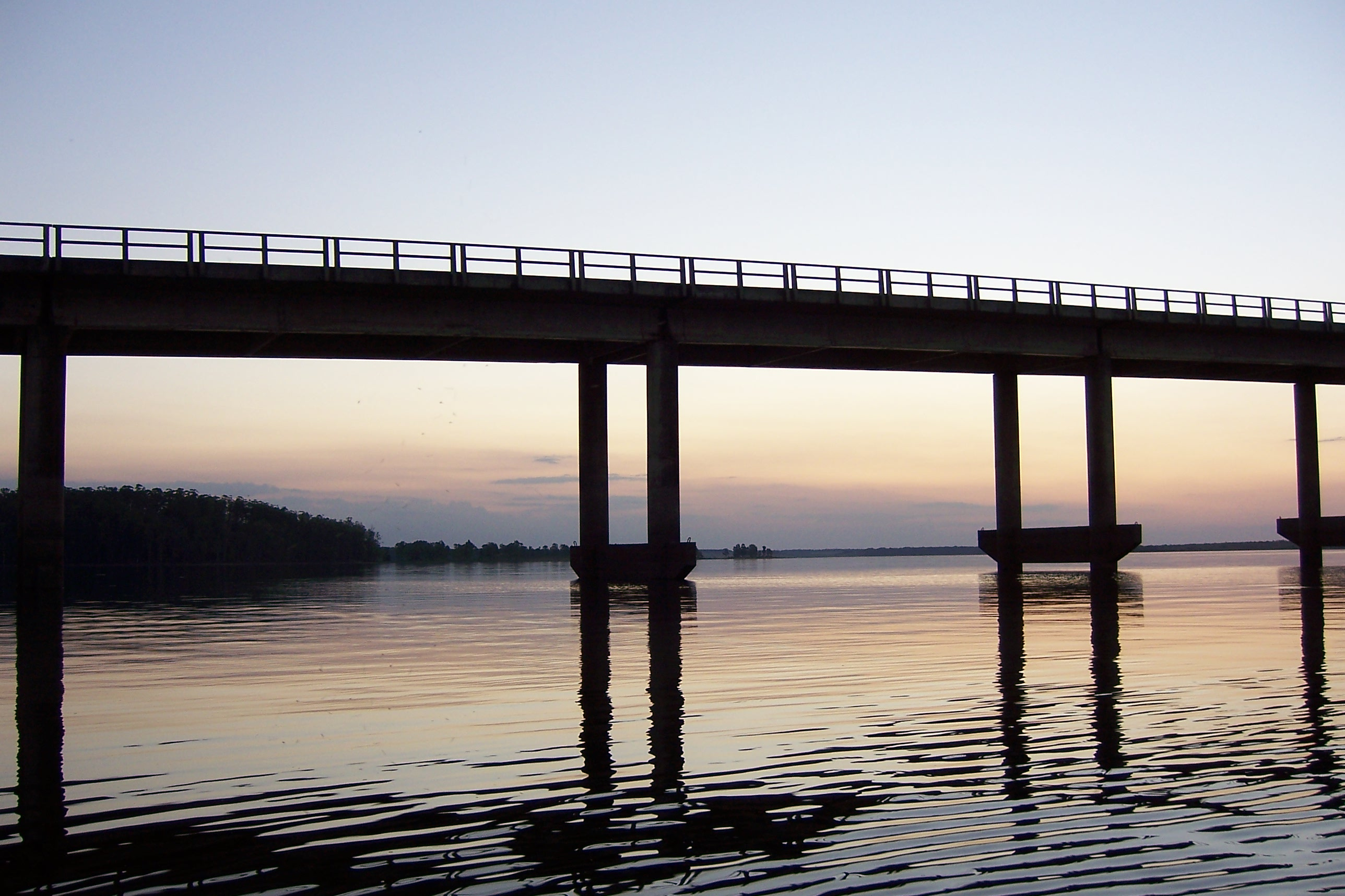
네그로강

네그로강(Río Negro)은 우루과이를 흐르는 하천이다.